# Poble església de Gammelstad
El poble església de Gammelstad a Luleå és un poble suec de 4.892 habitants situat a l'interior del golf de Botnia. La ciutat està localitzada aproximadament a 10 quilòmetres riu amunt del Lule.
És l'exemple millor preservat d'un únic tipus d'assentament abans molt estès pel nord d'Escandinàvia, la ciutat església. Les seves 424 cases de fusta estan construïdes a l'entorn de l'església de pedra, de principis del segle xv. L'església no era utilitzada més que els dies de culte i les festes religioses pels fidels arribats dels camps circumdants. L'allunyament i les difícils condicions naturals impedien tornar els feligresos a les seves cases i, per tant, aquests les col·locaven al costat de l'església. En altres llocs, per exemple, a Petäjävesi a Finlàndia, l'església estava envoltada d'aigua, i un vaixell (o un trineu en cas de gelada) feia el recorregut per la regió per anar a buscar els fidels.
El poble església de Gammelstad es va inscriure a la llista de Patrimoni de la Humanitat de la Unesco l'any 1996.

## Galeria d'imatges

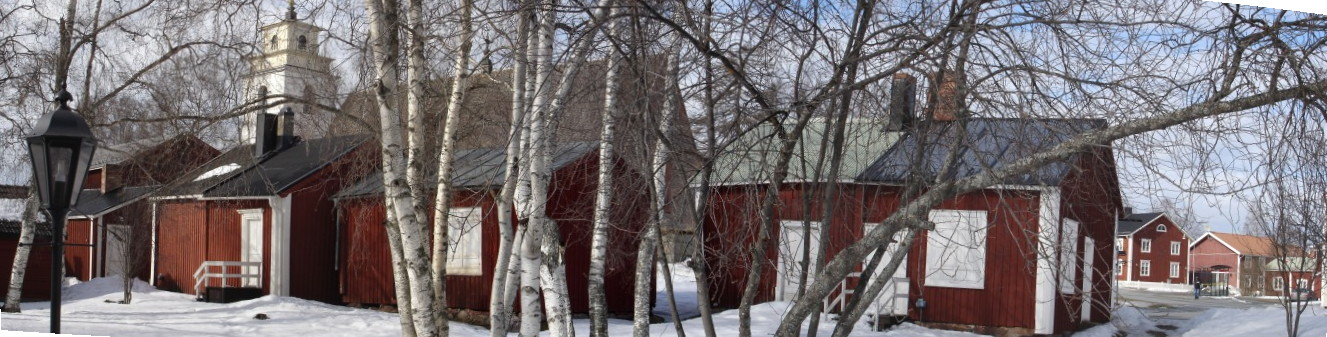
Gamelstaden
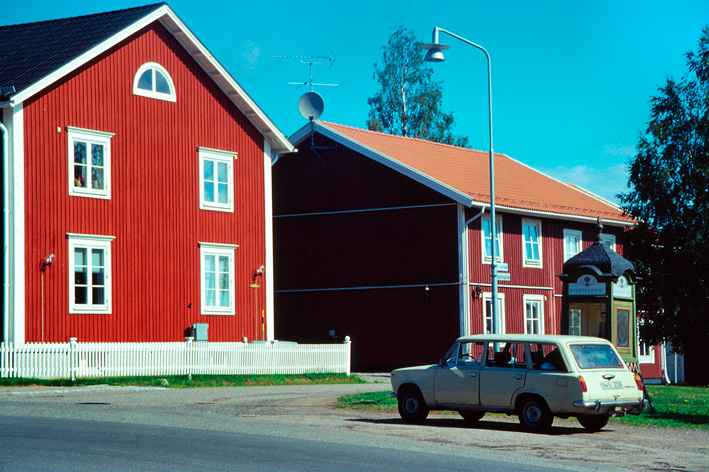
Gammelstad prop de Luleå (Suècia)
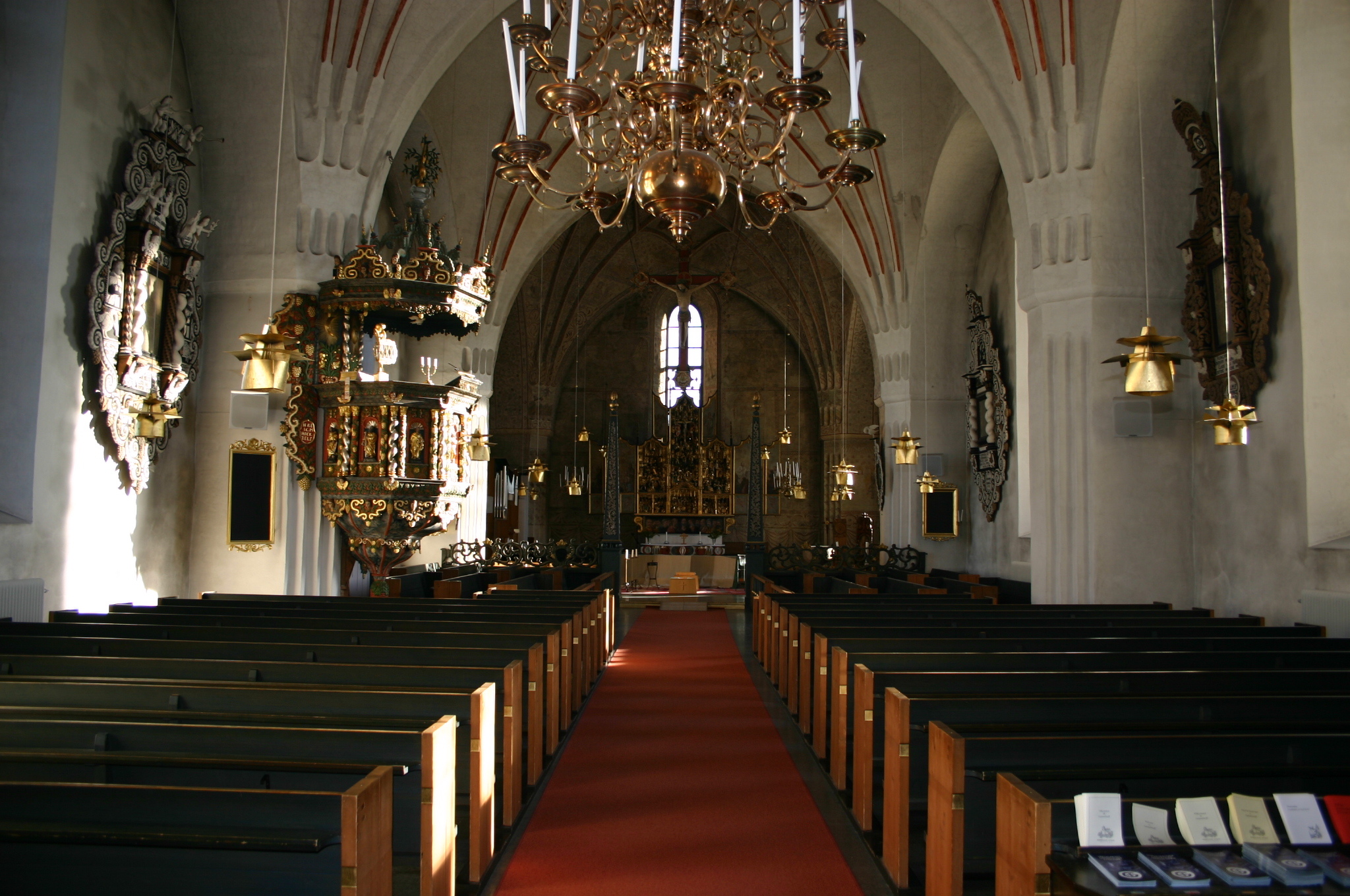
Interior de l'església de Gammelstad
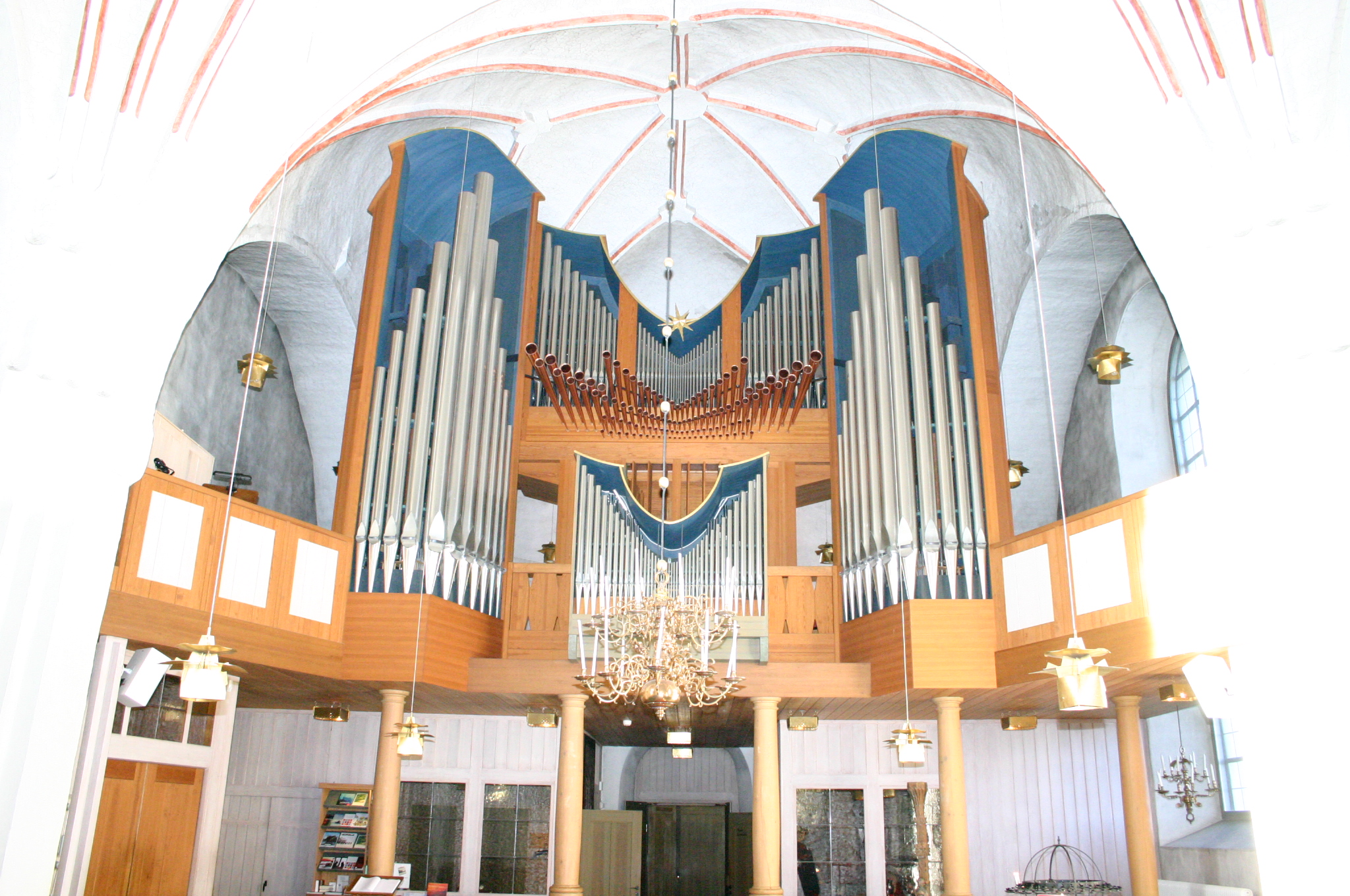
Orgue de l'església de Gammelstad
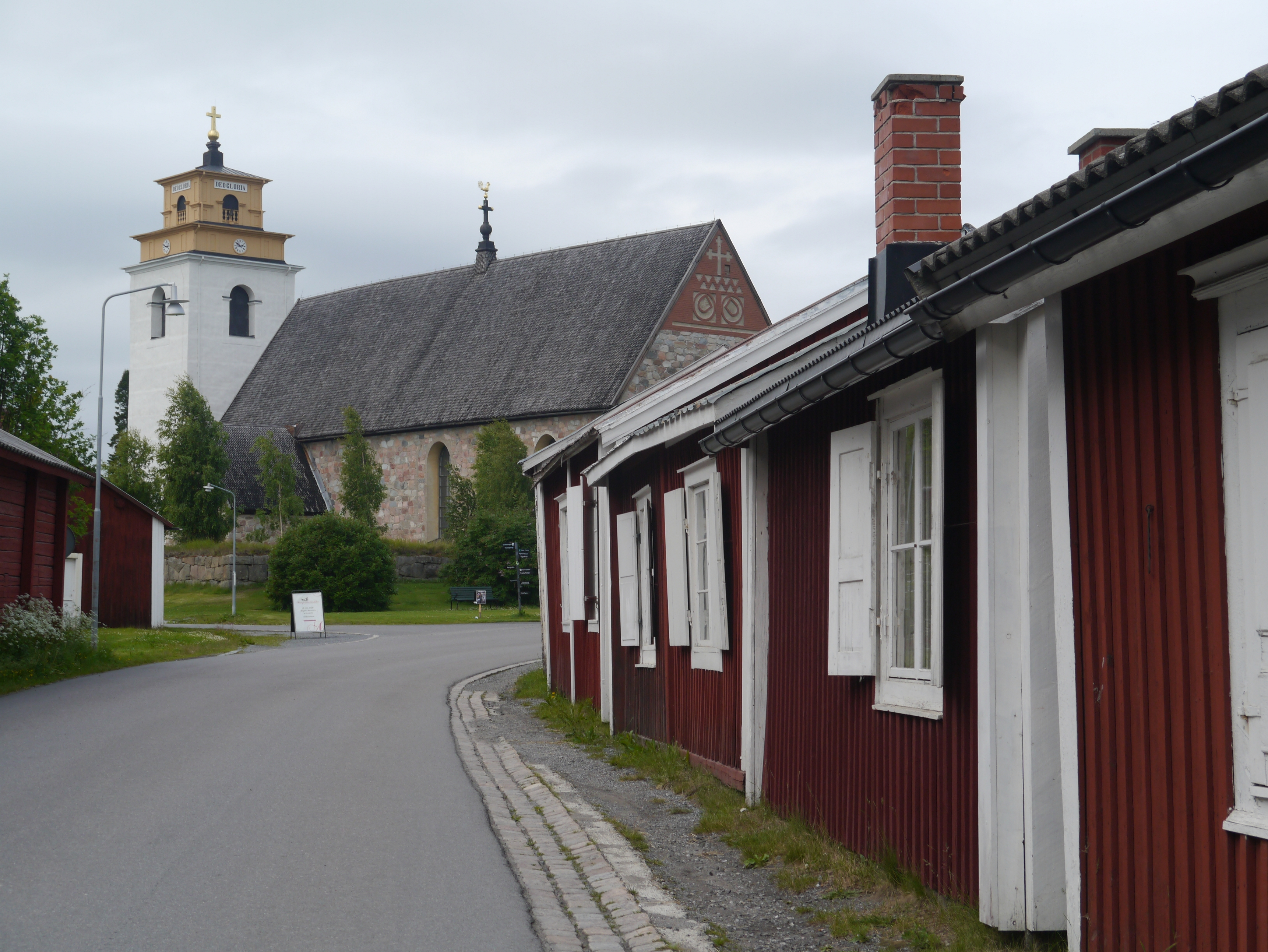
L'església de Gammelstad
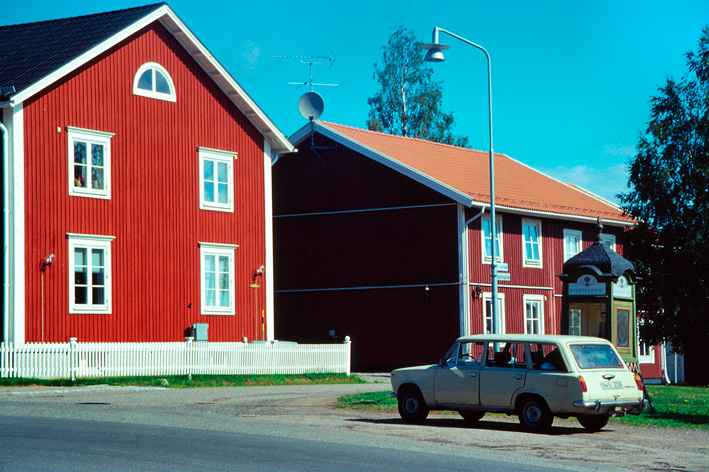
World Heritage Site de Gammelstad
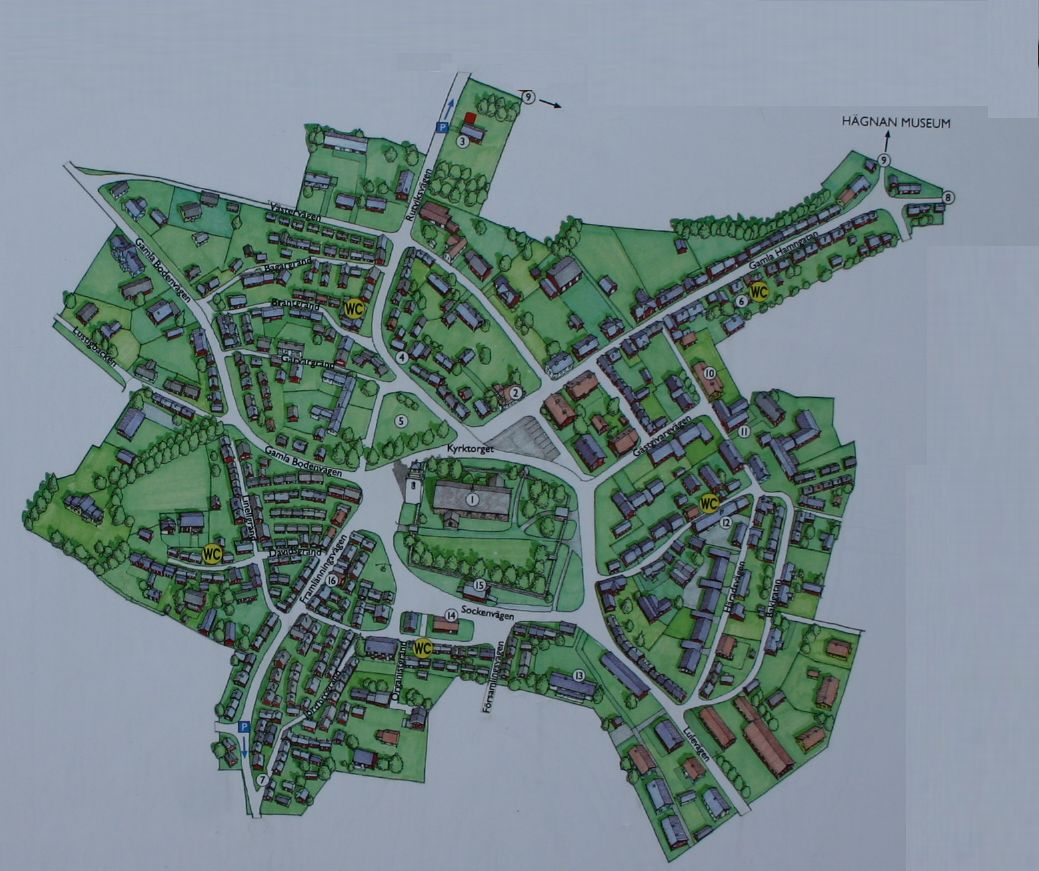
Mapa del poble de Gammelstad
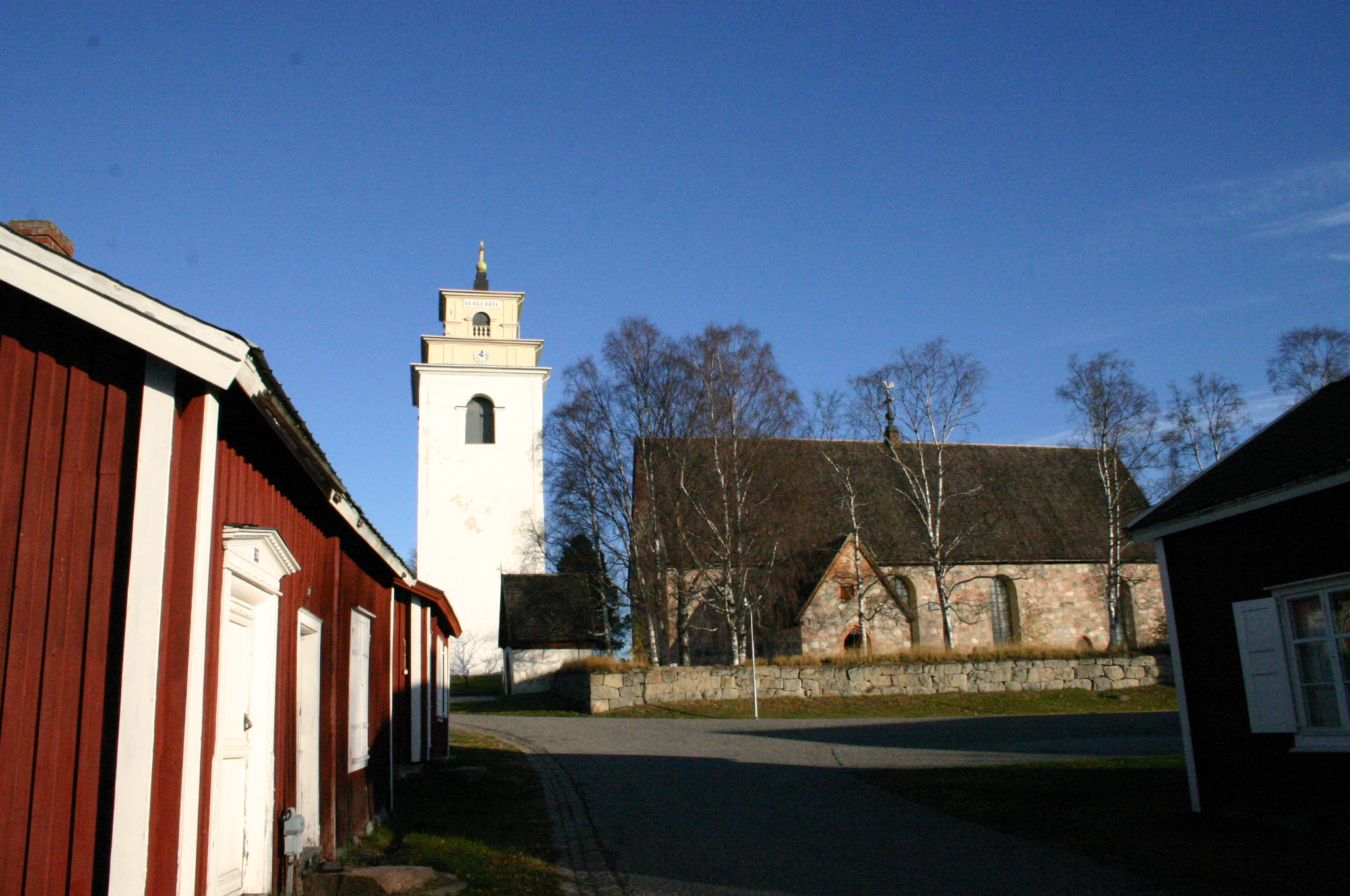
Vista del poble
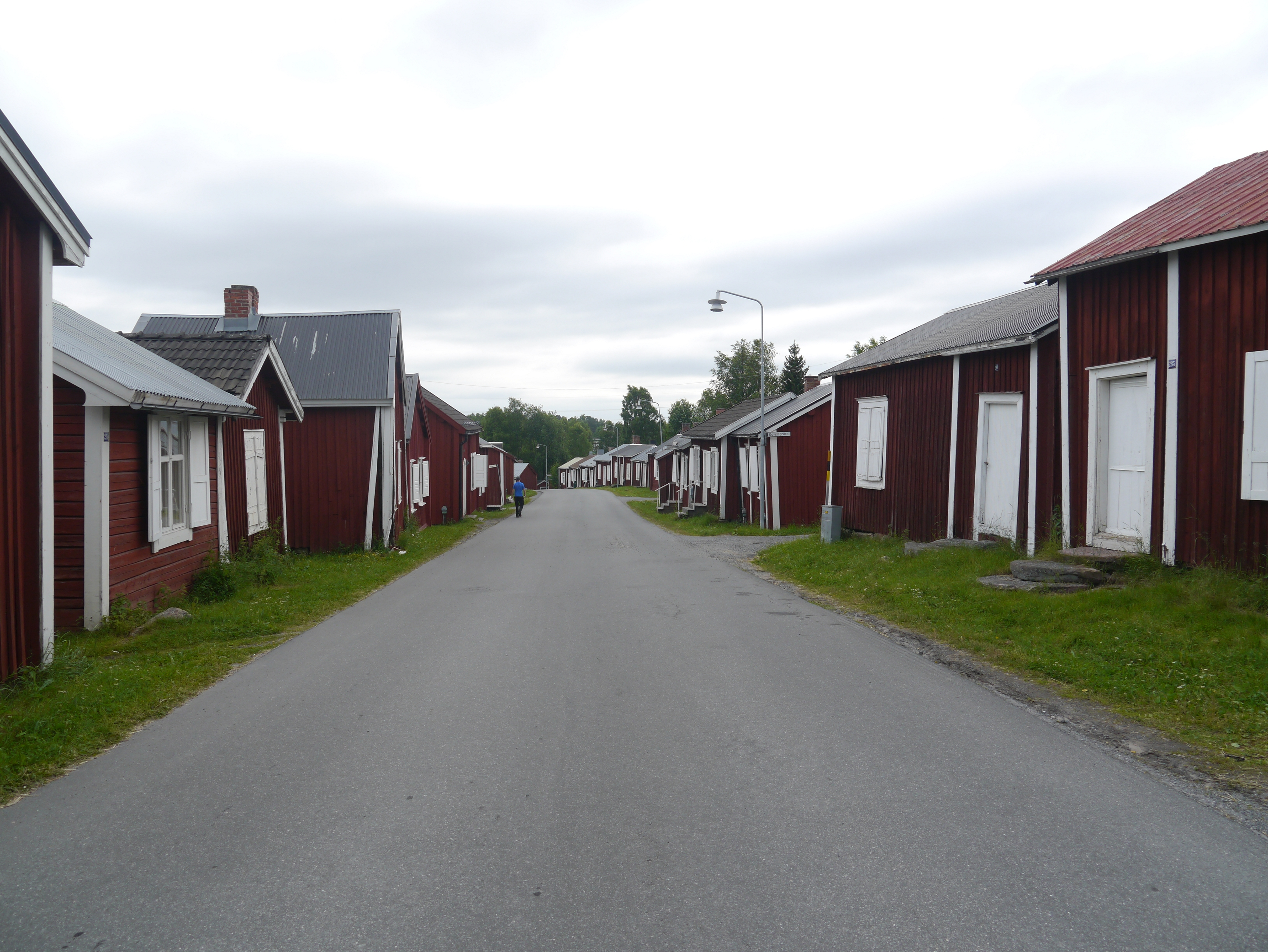
Vista del poble
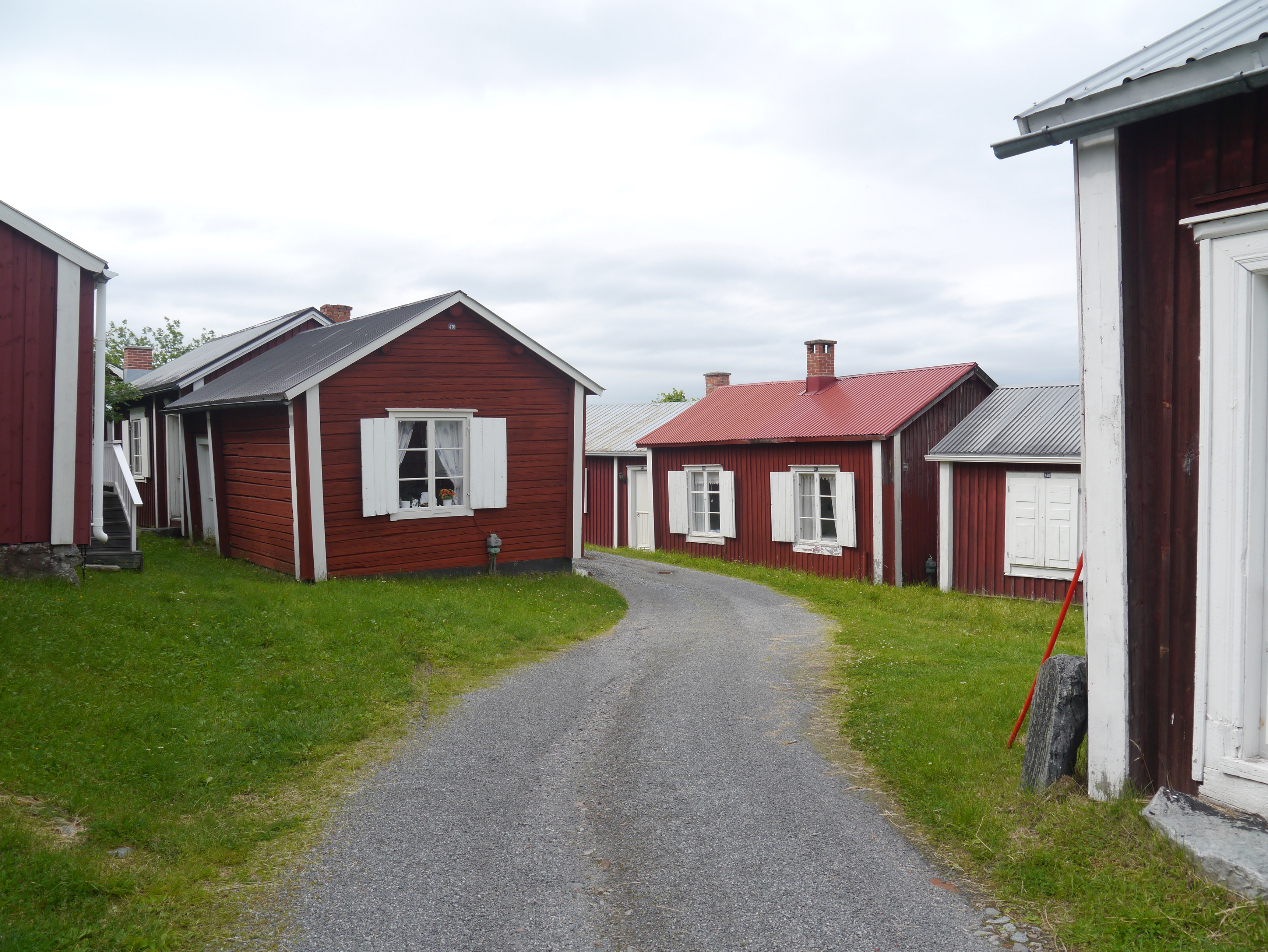
Vista del poble